# کاهو (باگاسی)
کاهو شهری در شهرستان باگاسی در استان باله در بورکینافاسوی جنوبی است و جمعیت آن ۸۷۵ نفر است.